# Anatoli Kalinine
Pour les articles homonymes, voir Kalinine.
Anatoli Veniaminovitch Kalinine (en russe : Анато́лий Вениами́нович Кали́нин), né le 22 août 1916 (4 septembre dans le calendrier grégorien) dans la stanitsa Kamenskaïa de l'oblast de l'armée du Don sous Empire russe et mort le 12 juin 2008 à Poukhliakovski dans l'oblast de Rostov, est un écrivain et poète soviétique,,. 

## Biographie
Anatoli Kalinine naît le 22 août 1916 l'oblast de l'armée du Don, dans la famille d'un enseignant originaire des cosaques du Don.
Après ses études secondaires, il étudie dans une école technique, et à partir de 1932 il travaille comme journaliste. Le premier roman Kourganes (1941) est écrit sous l'influence des Terres défrichées de Mikhaïl Cholokhov. Pendant la Seconde Guerre mondiale, il est correspondant de Komsomolskaïa Pravda (1941-1945), membre de l'Union des écrivains soviétiques (1945), major (1942) - il reçoit plusieurs décorations militaires. Membre du PCUS depuis 1946.
Député du Conseil suprême de la RSFSR. Après la dislocation de l'URSS, il rejoint le parti communiste et reste dans ses rangs jusqu'à la fin de sa vie.
Anatoli Kalinine décède le 12 juin 2008 dans le khoutor Poukhliakovski dans la région de Rostov. Il y a été enterré, dans la cour de sa propriété.
Le 100e anniversaire de l'écrivain a été largement célébré dans la région du Don. 
Buste de l'écrivain a été installé à Rostov-sur-le-Don sur la rue Pouchkinskaïa.

## Récompenses et distinctions
- ordre de Lénine
- ordre de la révolution d'Octobre
- ordre de la Guerre patriotique
- ordre du Drapeau rouge du Travail
- ordre de l'Étoile rouge
- ordre de l'Amitié des peuples
- médaille pour la défense du Caucase
- médaille pour la victoire sur l'Allemagne

## Œuvres

### Romans
- Kourganes (Курганы, 1938-1939)
- Drapeau rouge (Красное знамя, 1951)
- Un champ austère (Суровое поле, 1958)
- Tzigane (Цыган, 1960-1974)
- Zone interdite (Запретная зона, 1962)

### Nouvelles
- L'Écho de la guerre (Эхо войны, Ekho Voyny, 1963)[5]
- Sonnez les cloches (Гремите, колокола!, 1966)
- Point de non-retour (Возврата нет, 1971)

### Dramaturgie
- Saules paisibles (Тихие вербы, 1947)

### Poèmes
- Dans le jardin de Saïd (В саду Саида)
- Voleur de chevaux étrange (Странный конокрад)
- Le clapotis des ailes printanières (И вешних крыльев плеск)

### Récits
- Les Racines immortelles (Неумирающие корни, 1949)
- Niveau intermédiaire (На среднем уровне, 1954)
- Allant de l'avant (Идущие впереди, 1958)
- Nuits de pleine lune (Лунные ночи, 1960)
- Jus de grenade (Гранатовый сок, 1968)
- L'été de Vechenskaïa (Вёшенское лето, 1964)
- Le Temps du Don paisible (Время „Тихого Дона“, 1975)
- Deux cahiers (Две тетради, 1979)